# Supermarine Seafire
Supermarine Seafire (oficjalna nazwa Sea Spitfire) – morska wersja brytyjskiego myśliwca Supermarine Spitfire, samoloty te były użytkowane przez Royal Navy pod koniec II wojny światowej. Samoloty miały pewne usprawnienia i były lżejsze od Spitfire`ów. Haki hamujące, które są niezbędne przy lądowaniach na lotniskowcach, składane skrzydła i inny silnik zostały "dołączone" do pierwotnego szablonu samolotu Spitfire.
Pierwsze Seafire były samolotami Spitfire z dołączonymi hakami, co – jak później się okazało – nie było dobrym rozwiązaniem.
Samoloty te odegrały znaczną rolę w bitwach na Pacyfiku. Royal Navy posługiwała się nimi aby wspomóc lotnictwo amerykańskie. Jednak początkowe treningi na samolotach Spitfire z załączonymi hakami nie były łatwe. Podejścia lądowań były ciężkie, widoczność słaba, haki hamujące miały tendencje odskakiwania od powierzchni lotniskowca do schowka, uszkadzając przy tym szkielet samolotu. Lecz najgorsze było to, że koła nie wytrzymywały twardej powierzchni lotniskowców i po prostu się roztrzaskiwały.
Seafire miały nietypowy rodzaj składania skrzydeł. Jednak już w modelu XV wydanym w maju 1945 roku skrzydła składały się normalnie.